# Pistacia badghysi
Pistacia badghysi är en sumakväxtart som beskrevs av K.P. Popov. Pistacia badghysi ingår i släktet Pistacia och familjen sumakväxter. Inga underarter finns listade i Catalogue of Life.